# Helene Grünberg
Helene Grünberg (* 28. Juni 1874 in Berlin; † 7. Juli 1928 in Nürnberg) war eine deutsche Schneiderin und Politikerin (SPD). Grünberg wurde vor allem bekannt als erste weibliche Arbeitersekretärin Deutschlands (1905).

## Leben und Wirken
Helene Grünberg wurde im Juni 1874 als Tochter eines Berliner Restaurateurs geboren. Nach dem Besuch der Volksschule in Berlin wurde sie zur handwerklichen Schneiderin ausgebildet. In den 1890er Jahren trat sie in die Sozialdemokratische Partei Deutschlands ein und im Jahr 1896 wurde sie Mitglied der Gewerkschaftsbewegung. In dieser organisierte sie vor allem Dienstmädchen, Wasch- und Putzfrauen.
In der SPD engagierte Grünberg sich vor allem in der sozialdemokratischen Frauenbewegung. In dieser zählte sie zu den ersten Frauen, die im Deutschen Reich öffentlich als politische Rednerinnen auftraten.
Am 1. Juli 1905 oder 1908 übernahm Grünberg auf Veranlassung des Nürnberger Gewerkschaftskartell das Amt der Arbeitersekretärin für Nürnberg. Sie war damit die erste weibliche (besoldete) Arbeitersekretärin Deutschlands. In dieser Funktion gelang es ihr binnen eines Jahres, die Zahl der gewerkschaftlich organisierten Frauen um 60 % zu steigern. Im Jahr 1906 wurde auf Grünbergs Veranlassung hin in Nürnberg der erste freigewerkschaftliche Dienstbotenverein gegründet.
Im November 1919 wurde Grünberg im Nachrückverfahren Mitglied der Weimarer Nationalversammlung, in der sie bis zum Juni 1920 den Wahlkreis 26 (Franken) vertrat.
Grünberg starb im Juli 1928 durch Freitod. Kuhn und Rüsen zufolge tat sie diesen Schritt „in einem Anfall tiefster Depression“.

## Würdigungen
Heute erinnert die Helene-Grünberg-Straße in Nürnberg an Grünbergs Leben und politisches Wirken. Die Grundschule Zerzabelshof wird zwar gelegentlich als Helene-Grünberg-Schule bezeichnet, eine offizielle Umbenennung hat jedoch noch nicht stattgefunden (Stand Nov. 2018).

## Werke
- Frauenwahlrecht und Sozialpolitik. In: Frauenwahlrecht! Herausgegeben zum Ersten Sozialdemokratischen Frauentag von Clara Zetkin. 19. März 1911, S. 7–8. (Digitalisat und Volltext im Deutschen Textarchiv)
- Frauenwahlrechtsbewegung in Bayern. In: Frauenwahlrecht! Hrsg. zum Zweiten Sozialdemokratischen Frauentag. 12. Mai 1912, S. 14–15. (Digitalisat und Volltext im Deutschen Textarchiv)

## Wikilinks
- Podcast zu Helene Grünberg